# 哈隆德卡梅罗斯
哈隆德卡梅罗斯，是西班牙拉里奥哈自治区的一个市镇。总面积8平方公里，总人口48人（2001年），人口密度6人/平方公里。